# Næsten sikkert
 Der er for få eller ingen kildehenvisninger i denne artikel, hvilket er et problem. Du kan hjælpe ved at angive troværdige kilder til de påstande, som fremføres i artiklen.

Inden for sandsynlighedsregning siges det, at en hændelse sker næsten sikkert, hvis den sker med sandsynlighed 1. Konceptet er analogt med konceptet "næsten overalt" i målteori. Man støder ofte på begrebet i forbindelse med spørgsmål, der involverer uendelige tidsrum, uendeligt dimensionale rum (som fx funktionsrum) eller infinitesimalregning.
Det modsatte udtryk næsten aldrig benyttes om situationen, hvor sandsynligheden for en hændelse er 0.
I daglig tale ses udtrykket "med en til vished grænsende sandsynlighed" benyttet med en betydning, der er lig med – eller meget tæt på – det formelle udtryk "næsten sikkert".

## Formel definition
Lad (Ω, F, P) være et sandsynlighedsfelt. En hændelse E i F sker næsten sikkert, hvis P(E) = 1. Alternativt kan man sige, at en hændelse E sker næsten sikkert, hvis sandsynligheden for, at E ikke indtræffer, er 0.
En tredje definition fra et målteoriperspektiv er, at (eftersom P er et mål over Ω) E sker næsten sikkert, hvis E = Ω næsten overalt.

## "Næsten sikkert" i forhold til "sikkert"
Forskellen mellem, at en hændelse er "næsten sikker" eller "sikker", er den samme som den subtile forskel mellem noget, der sker med sandsynlighed 1, og noget, der sker altid.
Hvis en hændelse er sikker, vil den altid ske. Ingen andre hændelser (selv ikke hændelser med sandsynlighed 0) kan på nogen måde indtræffe. Hvis en hændelse er næsten sikker, er der andre hændelser, der kan indtræffe, men de sker næsten aldrig, dvs. med sandsynlighed 0.

## Eksempler

### Tal fra 1 til 100
Betragt en situation, hvor man tæller højt fra 1 til 100. I dette forløb er det sikkert, at man på et tidspunkt vil sige tallet 40.
Betragt derefter en situation, hvor man tilfældigt siger tal mellem 1 og 100 højt, efterhånden som en computer med en god tilfældig tal-generator viser sådanne tal på skærmen. Hvis man fortsætter processen for evigt, vil man næsten sikkert udtale tallet 40 på et tidspunkt. Men hvis man er uheldig, kan det tage mere end kun 100 eller endda 200 tal, før man endelig kommer til 40. Det er klart, at hvis man fortsætter "for evigt", vil man i "praksis" i sidst ende udtale tallet 40, men begrebet "næsten sikkert" hjælper med til at beskrive, at processen forløber ved en udtømmelse af muligheder snarere end ved specifik endelig logik.

### Dartspil
Betragt et idealiseret, hypotetisk dartspil, hvor man kaster dartpilen mod et kvadrat, og lad dette kvadrat være den eneste ting i universet. Fysisk set er der ingen andre steder, hvor darten kan lande. Derfor er hændelsen, at "dartpilen rammer kvadratet" en sikker hændelse. Intet andet alternativ er muligt.
Betragt dernæst hændelsen, at "dartpilen præcist rammer kvadratets diagonal" (diagonalen er et tænkt ret linjestykke, der er uendeligt tyndt). Sandsynligheden for, at dartpilen rammer et givent område på kvadratet er forholdet mellem områdets areal og hele kvadratets areal. Men eftersom diagonalens areal er 0, er sandsynligheden for, at dartpilen rammer diagonalen, ligeledes 0. Altså vil dartpilen næsten sikkert ramme et andet sted end på diagonalen – eller på en anden given linje eller givent punkt for den sags skyld. Bemærk, at selvom der er sandsynlighed 0 for, at pilen rammer diagonalen, er det stadig muligt.